# Czarina Conlan
Czarina Conlan, née Colbert, (14 janvier 1871 - 5 mai 1958) est une militante féministe et suffragette Chactas-Chicachas, conservatrice du Société d'Histoire de l'Oklahoma (en) pendant 24 ans.
Elle fonde le premier club de femmes en territoire Indien et sert en tant que présidente du Comité de protection des Indiens de l'Oklahoma (Oklahoma Indian Welfare Committee) à l'Oklahoma State Federation of Women's Clubs durant 12 ans.
Elle est la première femme élue pour siéger à un conseil scolaire de l'État et, bien que le Procureur Général de l'Oklahoma ait jugé qu'elle ne pouvait pas y siéger, elle a défié l'ordre et a terminé un mandat de deux ans au conseil de la Lindsay School.
En 1928, elle est nommée par une assemblée de 400 à 500 membres des tribus Chactas et Chicachas à la présidence de leur convention, puis pour représenter leurs intérêts à Washington, dans le cas du projet de loi sur le charbon et l'asphalte. C'est la première fois qu'une femme est envoyée en tant que représentante de sa tribu à Washington.
Elle entre à l'Oklahoma Hall of Fame (panthéon de l'État) en 1935.

## Biographie

### Jeunesse
Madeline Czarina Colbert est née le 14 janvier 1871 à Colbert, sur le territoire de la Nation Chicachas. Sa mère est Athenius (née Folsom) et son père James Allen Colbert. Son père est un Chicachas, impliqué dans les affaires tribales de la Nation Chicachas. Son grand-père paternel, Martin Colbert, était impliqué dans les négociations dans le cadre de la déportation des Chicachas depuis le Mississippi vers le Territoire Indien, bien qu'il ne participe pas à la Piste des Larmes, préférant rester dans le Mississippi. Son arrière-grand-père du côté paternel, Levi Colbert, a servi comme porte-étendard de Andrew Jackson à la bataille de la Nouvelle-Orléans. La grand-mère paternelle de Colbert était une descendante Chactas et la fille d'Israël Folsom, qui fut l'un des premiers prédicateurs indigènes travaillant parmi les Chactas. Son grand-père, Nathaniel Folsom est marié à Aiahnichih Ohoyoh, une cousine de Mushulatubbee.
Colbert va à l'école Chicachas pendant quelques années, puis dans un couvent-école, la Saint-Xavier Academy, à Denison, Texas puis au Baird Collège à Clinton, dans le Missouri. Colbert va ensuite poursuivre ses études à Mary Baldwin College à Staunton, Virginie en 1889. Elle épouse Michael Conlan le 6 novembre 1894 à Atoka et par la suite, le couple a une fille, Lottie.

### Carrière
En 1896, Conlan organise le premier club de femmes dans un territoire indien, le Pioneer Club of Atoka. En 1898, quand les clubs de femmes d'Oklahoma décident de se rassembler en Federation of Women's Clubs for Oklahoma and Indian Territories (Fédération des clubs de femmes de l'Oklahoma et des territoires indiens), le groupe de Conlan les rejoint.
En 1899, elle est la seule déléguée venant d'un territoire indien à assister à la convention de la Fédération générale des clubs de femmes (GFWC) à Los Angeles. À ce moment, le GFWC était profondément divisé quant à la question des races et ne parviendra à une résolution pour résoudre le fait que l'organisation est pour « blanches uniquement » avant 1902.
En 1903, quand un groupe de dix clubs venant des territoires indiens se retire de la Fédération des clubs de femmes de l'Oklahoma et des territoires indiens pour former la Federation of Women's Clubs of Indian Territory, Conlan est élue comme leur première présidente et le groupe est admins au GFWC en 1904. En 1908, un an après le regroupement des territoires indiens et du territoire de l'Oklahoma pour former le 46e État de l'Union, le groupe des femmes indiennes et le Oklahoma Women's Club fusionnent de nouveau.,
Conlan sert alors durant 12 ans comme présidente de l'Oklahoma Indian Welfare Committee du Oklahoma State Federation of Women's Clubs (OSFWC). Le comité s'est focalisé en premier lieu sur les problèmes de santé des femmes et a mis en place des classes d'hygiène dans les écoles indiennes, tout en étant consulté pour les problèmes liés à la maternité. En 1926, l'organisation, sous la direction de Conlan, prépare un index des contributions culturelles des autochtones américains. En 1932, elle est élue directrice de l'OSFWC, qui lui permet d'accéder au conseil d'administration de la GFWC.
Conlan est une des principales suffragettes dans l'Oklahoma. Elle est l'auteur d'une résolution du congrès national de la GFWC qui se tient à Boston en 1908 pour forcer le législateur à permettre aux femmes de siéger aux conseils d'administration des écoles. Conlan est la première femme à siéger à un conseil d'administration d'école dans l'Oklahoma, ayant été élue au conseil de la ville de Lindsay, une décennie avant que le droit de vote des femmes ait été accordée. Bien qu'élue en 1909, le Procureur Général de l'état a déterminé qu'elle ne pouvait pas siéger. Conlan a rallié d'autres femmes à sa cause et a siégé malgré l'avis négatif durant deux ans. Plus tard, elle se présente pour le poste de Commissaire des organismes de Bienfaisance et des Corrections (Commissioner of Charities and Corrections) en 1914.
En 1913, Conlan travaille sur un projet de capsule temporelle pour la Ladies Aid Society of the First English Lutheran Church of Oklahoma City. Elle est responsable de la collecte des éléments, provenant de diverses tribus de l'Oklahoma, incluant des livres et des documents dans leur langue maternelle ainsi que des artefacts culturels. La capsule a été ouverte en 2013 et est présentée au Historical Society Museum. En 1919, Conlan commence à travailler en tant que conservatrice de la collection amérindienne du musée, géré par l'Oklahoma Historical Society. En raison de son ascendance, Conlan a souvent été en mesure de collecter et sauvegarder des dons et des objets pour la collection du musée, que d'autres n'auraient pas été en mesure d'acquérir. Elle a été la principale colletrice d'artefacts indiens et de documents pour le musée jusqu'en 1942, date à laquelle elle a été démise de ses fonctions.
En 1928, une convention des tribus Chactas et Chicachas de l'ensemble de l'Oklahoma se tient à Ardmore. L'objectif de la convention est de discuter les questions financières et les charges qu'on leur impose en raison du passage et l'application de la loi sur la citoyenneté des indiens et du Burke Act. Depuis que leur gouvernement tribal a été aboli, les tribus sont préoccupés par l'incapacité d'obtenir des fonds qui leur sont dus du fait de l’exploitation du charbon et de l'asphalte de leurs terres. Ceux qui sont élus en tant que représentants du comité étaient des hommes, à l'exception de deux femmes, Conlan pour les Chactas et Estelle Ward pour les Chicachas. Conlan est choisie comme présidente de la convention. Le comité se réunit pour préparer les recommandations et rompt avec le précédent en envoyant Conlan et Estelle Chisholm Paroisse à Washington pour plaider en faveur de l'adoption du projet de loi proposé par le représentant Wilburn Cartwright pour mettre en pause la vente du charbon et de l'asphalte, ainsi que pour poursuivre la restriction de la vente des terres indiennes. C'était la première fois que des femmes sont envoyées à Washington en tant que représentantes de leurs tribus. En 1944, le Congrès adopte finalement un projet de loi autorisant la vente du charbon et de l'asphalte des terres, mais des factions de Chactas et Chicachas ont exprimé leur mécontentement quant au temps pris pour leur donner le droit de à distribuer les fonds provenant des ventes. Dans la bataille politique qui s'ensuit entre Harry J. W. Belvin et le Chef William A. Durand, Conlan soutient Durant, qui perd l'élection.
Conlan décède le 5 mai 1958 à Oklahoma City des suites d'une brève maladie et est enterrée au cimetière de Fairlawn. Les Western History Collections de l'Université d'Oklahoma conserve une collection de souvenirs nommée « Madeline Czarina Colbert Conlan Collection », qui présente des documents des Chactas et d'autres tribus amérindiennes.

## Prix et reconnaissance
En 1933, Conlan est en nomination pour recevoir l'Indian Achievement Medal de la part de l'Indian Council Fire ; si elle ne l'a pas remporté le prix, elle entre au panthéon de l'Oklahoma en 1935.